# Festuca occitanica
Festuca occitanica là một loài thực vật có hoa trong họ Hòa thảo. Loài này được (Litard.) Auquier & Kerguélen mô tả khoa học đầu tiên năm 1975.